# Wulan, Gansu
Wulan (kinesiska: 乌兰) är en köping i nordvästra Kina. Den ligger i Jingyuan härad i staden Baiyin i provinsen Gansu, omkring 99 kilometer nordost om provinshuvudstaden Lanzhou. 